# Các khu định cư Eo biển
Các khu định cư Eo biển (tiếng Anh: Straits Settlements; tiếng Mã Lai: Negeri-negeri Selat; tiếng Trung: 叻嶼呷) là một nhóm các lãnh thổ của Anh nằm tại Đông Nam Á. Nó được thành lập vào năm 1826 và nằm dưới quyền kiểm soát của Công ty Đông Ấn Anh, chuyển sang nằm dưới quyền quản lý trực tiếp của Anh với địa vị một thuộc địa vương thất vào ngày 1 tháng 4 năm 1867. Thuộc địa bị giải tán vào năm 1946 trong quá trình tái tổ chức các lãnh thổ phụ thuộc của Anh tại Đông Nam Á thời hậu chiến.
Các khu định cư Eo biển gồm có bốn khu định cư riêng biệt: Malacca, Dinding, Penang và Singapore cùng với đảo Christmas và quần đảo Cocos. Đảo Labuan nằm tại ngoài khơi bờ biển đảo Borneo cũng được hợp nhất vào thuộc địa từ năm 1907 và trở thành một khu định cư thành phần riêng biệt vào năm 1912. Hầu hết lãnh thổ của Các khu định cư Eo biển nay thuộc về Malaysia, Singapore độc lập vào năm 1965, trong khi đảo Christmas và quần đảo Cocos được chuyển sang nằm dưới quyền kiểm soát của Úc.

## Lịch sử
Các khu định cư Eo biển được thành lập sau Hiệp định Anh-Hà Lan 1824, theo đó quần đảo Mã Lai bị phân chia thành một khu vực thuộc Anh tại phía bắc và một khu vực thuộc Hà Lan tại phía nam. Kết quả này dẫn đến Anh trao đổi Bencoolen với thuộc địa Malacca của Hà Lan và quyền kiểm soát Singapore không bị tranh chấp. Các khu định cư có phần lớn dân cư là người Hoa cùng một thiểu số người Âu song đóng vai trò quan trọng. Thủ đô của Các khu định cư Eo biển được chuyển từ Penang đến Singapore vào năm 1832. Đặc điểm phân tán của các khu định cư khiến việc quản trị trở nên khó khăn và sau khi Công ty Đông Ấn Anh mất độc quyền giao dịch đồ sứ vào năm 1833 thì việc quản trị trở nên tốn kém.
Trong thời kỳ nằm dưới quyền kiểm soát của Công ty Đông Ấn Anh, Các khu định cư Eo biển được sử dụng để định cư các tù binh dân sự và quân sự người Ấn Độ, khiến chúng có được hiệu là 'Vịnh Botany của Ấn Độ'. Trong hai năm 1852 và 1853, diễn ra các cuộc nổi dậy nhỏ của phạm nhân tại Singapore và Penang. Bất mãn với sự quản trị của Công ty Đông Ấn Anh, năm 1857 dân cư người Âu tại Các khu định cư Eo biển gửi một đơn kiến nghị đến Quốc hội Anh yêu cầu được quản lý trực tiếp; song ý tưởng không thành do Khởi nghĩa Ấn Độ 1857.
Khi một "Đạo luật bịt miệng" được áp đặt nhằm ngăn ngừa khởi nghĩa tại Ấn Độ lan rộng, báo chí Các khu định cư Eo biển phản ứng giận dữ, xem đây là một điều phá vỡ mọi nguyên tắc tự do và thảo luận tự do. Do có ít hoặc không có tuyền thông bản ngữ trong Các khu định cư Eo biển, một hành động như vậy dường như không thích hợp: nó hiếm khi được thi hành và kết thúc trong chưa đầy một năm.
Ngày 1 tháng 4 năm 1867, Các khu định cư Eo biển trở thành một thuộc địa vương thất của Anh, nằm dưới quyền quản lý trực tiếp từ Bộ Thuộc địa tại Luân Đôn thay vì chính phủ Ấn Độ thuộc Anh đặt tại Calcutta. Trước đó, vào ngày 4 tháng 2 năm 1867, Letters Patent trao cho Các khu định cư Eo biển một bản hiến pháp thuộc địa. Hiến pháp này phân bổ nhiều quyền lực hơn cho thống đốc của Các khu định cư Eo biển, nhân vật này quản lý thuộc địa với sự hỗ trợ của một hội đồng hành pháp, bao gồm toàn bộ các thành viên quan chức, và một hội đồng lập pháp gồm các quan chức và các thành viên được chỉ định, trong đó các quan chức có một đa số thường trực hẹp. Công việc quản trị tại cả thuộc địa và các quốc gia Mã Lai liên bang được tiến hành theo các phương thức phục vụ dân sự, các thành viên được tuyển thông qua các kỳ thi cạnh tranh được tổ chức thường niên tại Luân Đôn.
Penang và Malacca được quản lý trực tiếp dưới quyền thống đốc thông qua ủy viên dân cư.
Dindings gồm một số đảo nằm tại cửa sông Perak và một phần nhỏ lãnh thổ liền kề trên đại lục, chúng được Perak nhượng cho chính phủ Anh theo Hiệp định Pangkor 1874. Người ta hy vọng rằng cảng tự nhiên vượt trội của nó sẽ thể hiện giá trị, song không thành hiện thực, khu vực có dân cư thưa thớt và hoàn toàn không quan trọng rồi được trả cho chính phủ Perak quản lý sau Chiến tranh thế giới thứ nhất.
Quần đảo Cocos và đảo Christmas trước đây được giao cho Ceylon, song đến năm 1886 thì được chuyển giao cho chính phủ Các khu định cư Eo biển tại Singapore. Năm 1906, Labuan được giao cho Các khu định cư Eo biển.
Thống đốc của Các khu định cư Eo biển cũng là Cao ủy của Các quốc gia Mã Lai liên bang, của Bắc Borneo, vương quốc Brunei và Sarawak. Từ khi chính phủ Anh khôi phục quyền quản trị thuộc địa Labuan, ông cũng đóng vai trò là thống đốc của Labuan. Các công sứ người Anh kiểm soát các quốc gia Perak, Selangor, Negeri Sembilan và Pahang, song đến ngày 1 tháng 7 năm 1896, khi liên bang của các quốc gia này có hiệu lực, một tổng công sứ chịu trách nhiệm trước cao ủy được bổ nhiệm trách nhiệm tối cao đối với các lãnh thổ bảo hộ của Anh tại bán đảo.
Trong Chiến tranh thế giới thứ hai, Đế quốc Nhật Bản xâm chiếm Malaya và Các khu định cư Eo biển khi đổ bộ tại Kelantan vào ngày 8 tháng 12 năm 1941, và đến ngày 16 tháng 12 thì Penang trở thành khu định cư Eo biển đầu tiên thất thủ trước người Nhật. Malacca thất thủ vào ngày 15 tháng 1 và Singapore thất thủ vào ngày 15 tháng 2 sau trận Singapore. Các khu định cư Eo biển cùng với Malaya nằm dưới sự chiếm đóng của Nhật Bản cho đến khi đại chiến kết thúc vào tháng 8 năm 1945.
Sau đại chiến, thuộc địa bị giải tán với hiệu lực từ 1 tháng 4 năm 1946, Singapore trở thành một thuộc địa vương thất riêng biệt, trong khi Penang và Malacca gia nhập Liên hiệp Malaya. Labuan trong một thời gian ngắn được hợp nhất vào Singapore, trước khi được chuyển cho thuộc địa mới Bắc Borneo thuộc Anh. Quần đảo Cocos và đảo Giáng Sinh nguyên là bộ phận của Thuộc địa Vương thất Singapore vào năm 1946, song sau đó được chuyển giao cho Úc quản trị.

Tiến hóa của Malaysia

## Dân số
| Tên                                | Diện tích                       | Dân số 1891 | Dân số 1901 | Dân số 1901 | Dân số 1901 | Dân số 1901 | Dân số 1901  | Dân số 1901 | Dân số 1901  |
| Tên                                | Diện tích                       | Dân số 1891 | Tổng        | người Âu    | người Âu-Á  | người Hoa   | người Mã Lai | người Ấn    | Dân tộc khác |
| ---------------------------------- | ------------------------------- | ----------- | ----------- | ----------- | ----------- | ----------- | ------------ | ----------- | ------------ |
| Singapore                          | 206 dặm vuông Anh (530 km2)     | 184.554     | 228.555     | 3.824       | 4.120       | 164.041     | 36.080       | 17.823      | 2.667        |
| Penang. tỉnh Wellesley và Dindings | 381 dặm vuông Anh (990 km2)     | 235.618     | 248.207     | 1.160       | 1.945       | 98.424      | 106.000      | 38.051      | 2.627        |
| Malacca                            | 659 dặm vuông Anh (1.710 km2)   | 92.170      | 95.487      | 74          | 1.598       | 19.468      | 72.978       | 1.276       | 93           |
| Tổng                               | 1.246 dặm vuông Anh (3.230 km2) | 512.342     | 572.249     | 5.058       | 7.663       | 281.933     | 215.058      | 57.150      | 5.387        |

Dân số đạt 306.775 vào năm 1871 và 423.384 vào năm 1881, và đến năm 1901 thì đạt tổng cộng 572.249. Như những năm trước, tăng dân số chỉ là do nhập cư, đặc biệt là người Hoa, song cũng có một số lượng đáng kể người Tamil và các dân tộc khác của Ấn Độ định cư tại Các khu định cư Eo biển. Tổng số trường hợp được khai sinh tại thuộc địa vào năm 1900 là 14.814, trong khi trường hợp được đăng ký khai tử vào năm 1900 là 23.385. Nguyên nhân khiến số trường hợp tử vong vượt quá số trường hợp sinh có phần đóng góp của thực tế là dân cư người Hoa và người Ấn có tổng cộng 339.083, tức trên 59% tổng dân số, gồm có 261.412 nam giới và chỉ có 77.671 nữ giới, và một lượng tương đối nhỏ nữ giới đã kết hôn và làm mẹ. Nam giới người Âu cũng gấp khoảng hai lần nữ giới. Người Mã Lai và người Âu-Á có tỷ lệ hợp lý về giới tính, song tỷ suất tử vong trẻ sơ sinh quá cao, do kết hôn sớm và các nguyên nhân khác.
Số người nhập cư đổ bộ trong năm 1906 là: Singapore 176.587 người Hoa; Penang 56.333 người Hoa và 52.041 người bản địa tại Ấn Độ; Malacca 598 người Hoa. Tổng số người nhập cư năm 1906 là 285.560, trong khi có 39.136 người xuất cư mà chủ yếu là người Hoa trở về Trung Quốc. Năm 1867, là năm Thuộc địa được chuyển từ Công ty Đông Ấn Anh thành một thuộc địa vương thất, tổng dân số ước tính là 283.384.

## Tài chính

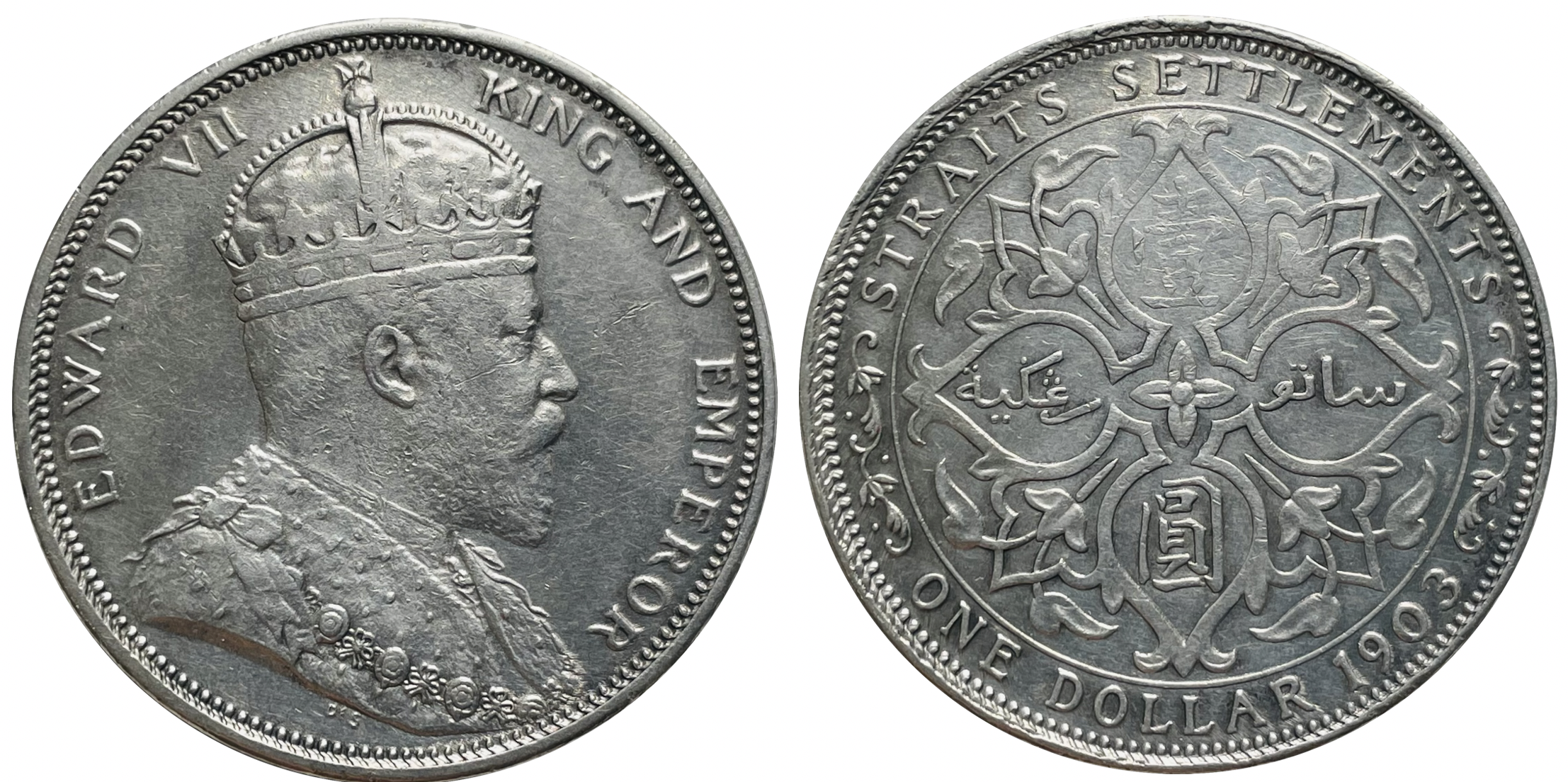
Xu bạc 1 dollar Eo Biển, mặt trước là chân dung Vua Edward VII của Anh, đúc 1903

Thu nhập của thuộc địa vào năm 1868 chỉ là 1.301.843$, con số này vào năm 1906 là 9.512.132$, loại trừ 106.180$ nhận được do bán đất. Trong số liệu năm 1906, 6.650.55$8 bắt nguồn từ thuế nhập khẩu thuốc phiện, rượu vang và rượu mạnh, và ác giấy phép giao dịch các vật phẩm này, 377.972$ đến từ thuế đất, 592.962$ đến từ thuế bưu chính và điện tín, và 276.019$ đến từ phí cảng. Chi tiêu vào năm 1868 là 1.197.177$, tăng lên 8.747.819$ vào năm 1906. Tổng phí tổn cho hành chính lên tới 4.450.791$, trong đó 2.586.195$ là thù lao cá nhân và 1.864.596$ là các chi phí khác. Chi phí quân sự lên đến 1.762.438$ vào năm 1906; 578.025$ được chi nhằm bảo dưỡng và bảo trì các công trình công cộng hiện hữu, và 1.209.291$ cho các đường, phố, cầu và tòa nhà mới.